# Draeculacephala mollipes
Draeculacephala mollipes är en insektsart som beskrevs av Thomas Say 1840. Draeculacephala mollipes ingår i släktet Draeculacephala och familjen dvärgstritar. Inga underarter finns listade i Catalogue of Life.